# Spasm
Spasm (v překladu z angličtiny křeč) je česká grindcoreová kapela z Přerova v Olomouckém kraji založená v lednu 2000 původně jako vedlejší projekt členů skupin Psychopathia a Romantic Love. Po ukončení činnosti Psychopathie v témže roce se stala regulérní kapelou. Svůj hudební styl prezentuje jako "drum 'n' bass gigolo goregrind". Zajímavostí je, že s výjimkou krátkého angažmá na začátku kariéry nevyužívá kytaristu.
Debutové studiové album Lust for Feculent Orgasm vyšlo v roce 2005 pod hlavičkou českého nezávislého vydavatelství Copremesis Records, jehož majitel Radim Týn se později stal zpěvákem kapely. Na koncertech vystupuje v plavkách ve stylu Borata.
Spasm mají na svém kontě k roku 2022 celkem pět dlouhohrajících alb.

## Diskografie
Demo nahrávky
- Spasmatic Secretion (2001)
- Promo (2004) – promo nahrávka na CD

Studiová alba
- Lust for Feculent Orgasm (2005)
- Paraphilic Elegies (2008)
- Taboo Tales (2011)
- Pussy De Luxe (2015)
- Mystery of Obsession (2021)

Kompilace
- Grind Over Sofia 2019 (2019) – 3 skladby na výběrovém digitálním albu z koncertu v bulharské Sofii

Split nahrávky
- Spasm / Mizar (2008) – split se slovenskou kapelou Mizar
- Spasm / Gutalax (2017) – split s českou kapelou Gutalax